# Monoprocesador
Un sistema "monoprocesador", como su propio nombre indica, es un equipo informático que posee un solo procesador. Esto es lo común en la mayoría de los equipos informático, como sucede con PC's (Personal computer u ordenador personal), donde la placa base solo posee un socket de conexión para un único procesador.
No hay que confundir este concepto con "monotarea", en cuyo caso determina que el procesador solo puede realizar una tarea a la vez. Esto es algo que sucedía con las computadoras antiguas y sistemas operativos antiguos. Sin embargo, los equipos informáticos actuales poseen "sistemas de gestión de procesos" que les permiten gestionar varias tareas de forma simultánea (aunque por turnos o quantums de tiempo, como sucede con la gestión de procesos Round Robin). Además, claro está, de que si poseen varios núcleos, un mismo procesador dividirá la gestión de tareas entre sus diferentes núcleos, e incluso entre los diferentes hilos de cada núcleos, en caso de poseer la tecnología multithreading.
De modo que un solo procesador puede perfectamente ser multitarea.